# 베이블레이드 버스트의 등장인물 목록
다음은《베이블레이드 버스트》의 등장인물이다. 첫등장 시즌 기준으로 분류.

## 원년 등장인물

### 주역

#### 아오이 바루토/강산/Valt Aoi
시리즈를 상징하는 대표적인 등장인물이자 초대 주인공이다. 시리즈 모든 등장인물들 중에서 유일하게 무인편부터 DB(다이너마이트 배틀)시즌까지 개근했으며, 포지션도 주인공, 메인 라이벌, (히든)보스, 조력자 등 다양하게 맡았다. 덕분에 바루토가 사용하는 베이인 발키리도 모든 시즌(싱글 레이어 ~ DB)의 레이어가 출시되었고, 코믹스와 TVA에서 모두 등장했다. 파워 인플레이션이 발생하는 초제트 시즌 이후에도 계속 레전드 오브 레전드, 랭킹 1위라는 칭호를 유지하고 있다. 베이에 대해 알아갈수록 재능을 깨우고 실력이 점점 상승하는 베이블레이드 버스트의 성장형 주인공이다. 주인공 포지션에서 물러난 작품들에서는 완성형의 모습을 보여준다. 1인칭은 오레, 2인칭은 오마에. 혈액형은 B형, 생일은 3월 21일, 키는 130cm. 발키리라는 베이를 사용한다. 국적은 일본이나 스페인의 국적도 취득한 것으로 보인다. 성우는 이노우에 마리나/김현지/사브라나 피트레->킴린 트란. 첫 등장은 무인 1화. 그 후, 갓 1화, 초제트 1화, 진검 1화, 슈퍼킹 1화, DB 1화에 등장한다...

#### 샤쿠엔지 카이자/샤카/Xander Shakadera
국내명은 샤키도장 카이저. 작중에서는 대부분 별명인 샤카(シャカ/Xhaka)로 통한다. 베이 사천왕의 일원. 바루토, 슈와는 소꿉친구 사이다. 신장 186cm. 대대로 이어져 내려오는 샤쿠엔지류 고무술 도장에서 태어나 그 의지를 이어받아 샤쿠엔지 도장을 꾸려오고 있으며, 샤쿠엔지류 고무술을 베이에 응용하고 있다. 수련을 통한 강인한 육체와 괴력의 소유자로서 본인만이 활용할 수 있는 전용 베이 런처인 소드 런처를 마치 발도술을 하듯이 사용하고 있다. 코믹스판에서는 이 괴력으로 인해 항상 런처 그립을 부숴먹는 덕분에 샤카의 괴력을 견딜 수 있는 소드 런처로 바꾸게 되었다. 베이블레이드 버스트 갓에서는 25화에서 100명을 상대하던 도중, 소드 런처가 힘을 버텨내지 못하고 부서져버려서 버너 클레이에게 받은 디지털 소드 런처를 사용한다. 엑스칼리버라는 베이를 사용한다. 국적은 일본과 브라질 동시취득으로 보인다. 최초로 사용한 베이는 제노 엑스칼리버이고, 이후 지크, 버스터, 지포이드 엑스칼리버를 사용했다. 성우는 코야마 리키야/김장&정유정/앤드루 프랜시스. 첫 등장은 15화. 그 후, 갓 25화부터 등장. 초제트는 27화에 등장한다.

#### 쿠로가미 다이나/다이너
아오이 바루토의 팀메이트. 데스사이저라는 베이를 사용하며 남동생이 있다. 성우는 타카가키 아야히.

#### 미도리카와 켄스케/켄/Ken Midori
아오이 바루토의 팀 메이트다. 항상 양 손의 인형을 이용한 복화술로 대화하는 블레이더다. 각각 이름은 왼손이 케르, 오른손이 베스. 케르를 통해서는 퉁명스럽거나 난폭한 언동을 하는 반면 베스를 통해서는 나긋나긋하고 켄스케가 원래 가지고 있는 아이스러움을 가진 언동을 한다. 덕분에 자신의 감정을 자기 입으로 직접 말하는 것을 꺼려하며 부모님이 유랑 인형극단을 운영하는 덕분에 잦은 전학으로 인해 친구를 그렇게 많이 만들려고 하지 않았으나 강산이 처음으로 사귀게 된 친구가 되었다. 카이저 케르베우스라는 베이를 사용한다. 국적은 일본. 성우는 요나가 츠바사/전태열. 첫 등장은 2화. 그 후, 갓 27화&50~52화에 등장한다.

### 기타

#### 쿠레나이 슈/슈/Shu Kurenai
베이 사천왕의 일원이며 천재 블레이더이자 전설의 블레이더로 불리는 소년. TV에도 출연하며, 대회 우승 후보. 사용 베이는 스프리건. 1인칭은 오레. 알비노가 연상되는 백발적안의 소년. 아오이 바루토, 샤쿠엔지 카이자의 소꿉친구이며, 학교 역시 바루토와 같은 5-2반. 교과서를 안 가져온 바루토에게 교과서를 보여주기도 한다. 바루토는 이전부터 같이 베이를 해온 소꿉친구인 만큼 서로 최강의 자리를 두고 겨루기로 약속한 선의의 라이벌이었다. 작화에 상당히 힘이 들어가는 캐릭터 중 하나로 작중에서도 상당한 미남이다. 팬클럽도 존재하는 듯. 각종 파스타 만드는 요리 실력은 최고 수준이다. 이때도 베이와 마찬가지로 양손 다 자유롭게 쓴다. 1기 때는 베이블레이드 시리즈 메인 라이벌들의 전통이었던 츤데레적인 모습 등을 별로 보여주지 않는 등, 이전작들의 라이벌과는 다른 모습을 보이며 베이블레이드 라이벌들의 전통을 깨버린 이레귤러기도 하다. 그러나 2기 버스트 갓에서는 강자(프리, 루이)에 대한 열등감 때문에 힘에 집착하게 되어 동료을 전부 적으로 돌렸고, 후반부부터 명실상부한 악역이 되어 최종보스로 등극했다. 하지만 바루토와의 결승전에서 치열한 장기전을 이어간 끝에 자신의 모습을 되찾고, 바루토에게 패한 후, 모두에게 정식으로 사과하고 원래대로 돌아오게 된다. 코믹스는 월드 챔피언십 토너먼트, TVA는 갓 블레이더즈 컵 준우승자로 세계 랭킹 2위. 국적은 일본이나 미국의 국적도 취득한 것으로 보인다. 스프리건이라는 베이를 사용한다. 성우는 에노키 준야/신용우&이새벽/에이드리언 페트리브. 첫 등장은 바루토와 란타로와 같은 무인 1화. 그 후, 갓은 실질적으로 11화, 초제트 34화, 슈퍼킹 14화, DB 19화부터 등장한다.

#### 시라사기죠 루이/루이/Lui Shirasagi
1기 32화에서 마지막으로 등장한 베이 사천왕이며, 전국 베이대회 5연패라는 어마어마한 기록을 가지고 있다. 그리고 이런 기록에 걸맞게 같은 사천왕들을 상대로 몇 번을 싸워도 내가 이긴다는 말을 하는 등, 프라이드가 대단하고 직설적인 성격이라 다른 캐릭터들의 자존심을 긁곤 하는데, 외국 생활을 오래 한 영향이라고 한다. 팀 라이드아웃에 소속되어 있지만, 준결승전까지 전국대회 단체전에 출전한 적은 없다. 그 때문인지 라이드아웃 팀 멤버들과의 교류는 없다시피 하며, 그나마 주장인 차가케 고와 조금 친분이 있는 듯하다. 이것도 고가 루이의 직설적인 성격을 최대한 이해하려고 노력해서 그나마 가까워질 수 있었던 거지, 친구라고 보긴 어렵다. 가장 가깝다고 할 수 있는 고와의 관계도 이 정도였고, 2기에선 아예 단독으로 행동하다보니 다른 캐릭터와의 친분같은 건 없었다. 특히 바루토한테 져본적이 한번 밖에 없고 그 한번도 휴우가와 함께 프리&루이 팀을 상대한 것이기에 1:1배틀로는 바루토에게 져본적이 없다. 국적은 일본. 롱기누스라는 베이를 사용한다. 성우는 박로미/양정화/트래비스 터너. 첫 등장은 무인 32화. 잭이 주최한 대회의 스페셜 게스트로 출연. 그 후, 갓은 33화, 초제트는 5화, 슈퍼킹 12화, DB 1화부터 등장한다.

#### 코무라사키 와키야/태이/Wakiya Murasaki
국내명은 태이. 칸사이벤을 사용하는 부잣집 도련님. 항상 자신감이 넘치며 쿠레나이 슈를 자신의 라이벌로 삼고 있다. 자신의 실력을 유지하기 위해 훈련을 게을리 하지 않으며 분석력도 뛰어난 블레이더. 고소공포증이 있다. 높은 곳에 관련되면 이미지가 망가진다. 1인칭은 특이하게도 오레라는 1인칭을 쓰는 베이블레이더 남성들과 달리 '와이'라는 1인칭을 쓴다. 갓 후반 기준 세계 랭킹 15위에 위치되어 있었으며, 슈퍼킹 기준 13위(코믹스 한정). 국적은 일본이다. 와이번이라는 베이를 사용한다. 성우는 코바야시 유우/김보영/콜 하와드. 첫 등장은 1화나 대사는 8화부터 등장. 그 후, 갓 4화, 슈퍼킹 37화, DB 17화부터등장한다

#### 키야마 란타로/호락/Rantaro Kiyama
베이고마 초등학교 5학년 1반. 쿠미쵸(조장)이라는 별명으로 불린다. 한국판은 평범하게 대장으로 로컬라이징. 가쿠란을 착용, 리젠트헤어를 하고 있으며 입에 막대사탕을 문 불량스러운 이미지지만, 사실은 남을 잘 돌봐준다. 란지로의 형이자, 란조의 사촌 형이다. 1인칭은 오레. 슈퍼킹 기준 15위(코믹스 한정). 라그나로크라는 베이를 사용한다. 국적은 일본&스페인 동시취득한 것으로 보인다. 성우는 오카바야시 후미히로/한신/맷 힐. 역시 첫 등장은 1화. 그 후, 갓 2화, 슈퍼킹 1화부터 등장한다.

#### 아오이 토코나츠/강인/Toko Aoi
1, 2기때는 단순 조연이었지만 3기에서 주연으로 등장했다. 1인칭은 보쿠. 아오이 바루토의 남동생. 베이고마 초등학교 2학년. 아오이 니카와는 쌍둥이다. 태블릿 PC로 베이를 분석하는 모습을 보인다. 트라이던트라는 베이를 사용한다. 국적은 일본. 성우는 타이치 요우/정혜원/사브라나 피트레. 첫 등장은 1화. 그 후, 갓 27화, 초제트 2화부터 등장한다.

#### 아오이 니카/강솔/Nika Aoi
바루토의 여동생. 베이고마 초등학교 2학년이고 아오이 토코나츠와는 쌍둥이다. 아침엔 토코나츠와 함께 바루토를 과격하게 깨운다. 사용 베이는 주황색 카이저 케르베우스 K.U 초제트 시점에서는 초등학교 4학년. 어릴 때와 달리 베이 배틀을 하지 않는 것으로 보이며, 토코나츠가 쓰던 태블릿을 사용하고 있다. 국적은 일본. 성우는 이나세 아오이/김가령. 첫 등장은 1화. 그 후, 갓 27화, 초제트 2화부터 등장한다.

#### 아오이 치하루/Chiharu Aoi
밝은 성격으로 빵집 '아오이빵'을 운영하고 있다. 바루토의 결승전에는 대기실에 빵을 가져와 모두에게 나눠준다. 주로 나눠주는 빵은 베이블레이드 빵. 국적은 일본. 성우는 아사노 마스미/은영선. 첫 등장은 역시 1화. 그 후, 갓 27화, 초제트 39화부터 등장한다.청바지를 입는다

### 1기 한정 등장인물
국적은 모두 일본

### 잭 더 선샤인(=쿠로가네 젠쿠로/장구)/Zack the sunshine
베이 사천왕의 일원. 베이블레이드 버스트 속 세계관에서 버라이어티 및 드라마 등에 출연하는 등 가장 잘 나가고 있는 슈퍼 아이돌 가수이자 블레이더로서 활약하고 있다. 잭 더 선샤인은 연예계에서 사용하고 있는 예명이다. 보통은 잭이라고 불리는 편. 왠지 나르시스트적이고 나사가 빠진 듯 한 어조를 사용하거나, 바루토를 닮아서 얕보일 수도 있지만 베이 실력은 가히 천재급이라 불리는 인물이다. 질리온 제우스라는 베이를 사용한다. 첫 등장은 25화.

### 난스이 유고/유고/Yugo Nansei
샤쿠엔지 카이자가 이끄는 베이팀 소드 프레임즈의 공동 창시자이자 일원이며, 샤키 도장에서 수련을 쌓고 있다. 사무라이를 동경하여 1인칭을 소인(拙者)이라 칭하며, 어미를 ~소이다(ござる)를 사용한다. 자신이야말로 사무라이의 혼을 계승하는 자라고 굳게 믿고 있다. 이그드라실이라는 베이를 사용한다. 첫 등장은 17화.

### 이부키 유코/우영/Yuko Ibuki
샤쿠엔지 카이자와 난스이 유고와 함께 베이 팀 소드 플레임스의 일원이자 샤쿠엔지 도장에서 수련을 쌓고 있는 블레이더. 유고보다 늦게 도장에 입문했지만 순식간에 유고를 웃도는 실력을 자랑하게 되었다. 일명 그림자밟기의 우쿄라는 이명을 지니고 있으며 닌자와도 같이 기척을 지우고 행동하는 것이 가능하고, 아무도 모르게 사람 곁에 다가설 수 있다. 상대방의 베이의 움직임을 읽는 것도 특기 중 하나. 언락 유니콘이라는 베이를 사용한다. 첫 등장은 18화. 

### 키미도리 쿠온/쿠온/Quon Kimidori
샤쿠엔지 카이자와 함께 샤쿠엔지 도장에서 수련을 하는 블레이더. 샤카와 견줄만한 실력의 소유자였지만 더 넓은 세상으로 나아가 여러 블레이더들과 겨루어 자신을 단련시키고 싶어서 샤쿠엔지 도장과 팀 소드 플레임즈를 나가게 되었다. 팀을 탈퇴한 뒤 아이스 블레이즈라는 베이팀의 캡틴이 되었으며, 전국대회의 단체전에 참가하게 된다. 쿼드 케찰콰틀이라는 베이를 사용한다. 첫 등장은 29화.

### 차가케 고/고/Go Chagake
팀 라이드아웃의 리더며, 그 까다로운 시라사기죠 루이가 인정한 몇 안되는 블레이더인 만큼 성실하고 진지한 성격에 리더십까지 가지고 있는 천상 리더형 캐릭터다. 게다가 성격도 좋은데, 이 리더십과 성격은 결승전에서 시라사기죠 루이와 라이드 아웃의 팀원들간의 갈등이 일어나자 이를 원만하게 중재하고 루이를 설득해 라이드 아웃을 우승으로 이끄는 데서 잘 드러난다. 기간트 가이아라는 베이를 사용한다. 첫 등장은 32화.

### 아즈키 벤/벤/Ben Azki
비스트 팀의 리더. 팀 이름처럼 상당히 야수스러운 모습을 많이 보여주며, 말을 할 때 야수의 울음소리 비슷한 소리를 많이낸다. 비스트 베히모스라는 베이를 사용한다. 첫 등장은 29화.

### 긴바 오로치/소리/Orochi Ginba
음악을 생업으로 삼는 집안에서 태어나 절대음감 능력을 가지게 되었다. 일명 신의 귀를 가진 소년이라 불리며 베이에서 들려오는 소리를 통해 버스트 피니쉬를 예측하는 것이 가능하다. 오케스트라의 지휘자와 같이 베이 배틀을 컨트롤하고 싶다고 생각하고 있다. 조금은 무감정한 듯하지만 사실은 알게 모르게 친절한 면모도 가지고 있다. 오딘이라는 베이를 사용한다. 첫 등장은 11화.

### 미나모 나오키/아인/Naoki Minamo
태블릿PC에는 블레이더들의 등급을 정해놓고 있으며, 어떤 요괴 애니를 보는데도 사용된다. 넵튠이라는 베이를 사용한다. 첫 등장은 40화

### 아이자와 진/진/Jin Aijawa
요르문간드라는 베이를 사용한다. 첫 등장은 42화.

### 야마부키 아키라/태양/Akira Yamabuki
애니메이션 오리지널 캐릭터. 잭 더 선샤인의 후배 아이돌이며, 인기 순위도 잭에 이은 2위다. 아누비스라는 베이를 사용한다. 첫 등장은 43화.

## 2기 추가 등장인물

### 주역

#### 프리 데라호야/프리/Free De La Hoya
버스트 갓 기준으로 세계 랭킹 1위이며, 세계 랭킹 1~5위까지를 나타내는 칭호인 '빅5'의 정점에 서있는 인물이다. 그 뿐만 아니라 공식 경기에서 단 1점도 내주지 않은 불패 신화를 가지고 있었기 때문에 살아있는 전설이라고 불렸다. 초제트 시점부터 레전드 블레이더중 한 명, 슈퍼 레전드 블레이더, 고고한 천재라는 이명으로도 불린다. 천재라는 이명에 걸맞게 관찰력, 판단력이 매우 뛰어나며 배틀을 보는 것만으로도 상대의 전략을 순식간에 파악하고 대처 속도도 빠르다. DB시즌에선 다이너마이트 시스템을 화면으로 본 것만으로도 다 알아보고는 파브닐을 스스로 진화시켰다. 마이페이스적인 면모가 강한 편이라 코치의 명령을 무시하고 행동하거나, 팀원에게 직설적인 말을 하는 등 이상적인 리더나 주장이라고 보긴 힘들었다. 그렇지만 팀에 대한 애정이 깊고 팀원들의 적극적인 모습을 맘에 들어해서 직접적인 조언을 하는 편은 아니지만, 핵심적인 부분만 전달해 문제의 해답을 스스로 찾게끔 하는 편이다. 국적은 스페인. 파브닐이라는 베이를 사용한다.

### 기타

#### 시스코 칼라일/시스코/Silas Karlisle
각종 대회를 누비고 있는 실력자며 안하무인한 성격이다. 1인칭은 오레. 사탄이라는 베이를 사용한다. 국적은 스페인. 첫 등장은 갓 1화. 그 후, 초제트 13화에 등장하고, 슈퍼킹 1화부터 등장한다.

#### 커츠 바라티에/커츠/Kurz Baratier
2미터에 가까운 장신이며 지하 세계의 황제. 프리 이전의 세계 랭킹 1위로 자신보다 강한 상대가 없다고 판단하고선 지하 세계로 모습을 감췄다고 한다. 하지만 이번에는 다른 강자들에게 밀려서 대회 준결승에 진출하지 못했다. 초제트 시점에선 지하 세계를 떠나 다시 선수로 복귀, 세계 랭킹 6위까지 올라왔다. 그리고 슈퍼킹에선 A랭크 2위로, 갓 39화에서 란타로의 라그나로크를 단번에 버스트 시켜 란타로와 압도적인 실력차를 보여줬지만 슈퍼킹에 와선 란타로보다 랭킹이 낮아졌다. 현재는 순위 변동이 있었는지 A랭크 2위 자리를 스미에 후부키가 차지하고 있다. 국적은 미국. 쿠쿨칸이라는 베이를 사용한다. 첫 등장은 갓 38화부터 등장하고, 초제트 4화에 등장한다.

#### 키트 로페즈/키트/Kit Lopez
갓에서는 배틀은 하지 않고 자신의 태블릿으로 베이를 분석하거나, 경기 중 해설역을 맡기 때문에 블레이더로서의 비중은 제로에 가까웠다. 그러나 갓 1~2화에서 바루토를 BC 솔로 데려오는 공헌을 했고, 매 회차마다 개근했으며 귀여운 외모 덕에 나름 팬층이 있었던 캐릭터. 초제트부터는 블레이더로 활약. 에어 나이트라는 베이를 사용한다. 국적은 스페인. 갓 1화, 초제트 39화부터 등장한다

#### 조로/Raul
과거 젊은 시절에는 BC 솔 출신의 블레이더였으나 BC 솔을 잠시 떠나 차량으로 돌아다니는 베이 트레이너로 활약을 해왔고, 23화부터 BC 솔에 나타나 아오이 바루토와 키트 로페즈의 간절한 부탁으로 20화에서 뉴욕 불즈로 이적한 토라도 바스케스의 뒤를 이어 코치가 되었다. 베이 트레이너답게 최고의 코치 능력, 베이 수리 및 제조, 블레이더에게 맞는 배틀 작전, 베이 업그레이드, 블레이더의 슛 자세 교정 등 베이와 관련된 부분은 모르는 게 없을 정도로 지식이 상당하다. 국적은 스페인. 갓 1화, 초제트 25화에 등장한다.

#### 크리스티나 쿠로다/크리스/Christina Kuroda
애칭은 크리스. BC 솔의 오너로, 일본계 스페인인이다. 쿠로다라는 성씨도 일본계라서 그런 것이다. 갓 2화부터 등장하고, 초제트 16화에 등장한다.

#### 스미에 후부키/설풍/Hubuki Semie
전국 대회를 우승하고, 아오이 바루토 다음의 세계 챔피언 후보로 언급되는 실력자지만 이 실력은 뛰어난 재능이 아니라 순수 노력만으로 쌓아올린 것이다. 아이가가 바루토에게서 영향을 받아서 베이를 시작했다면 이쪽은 슈에게 영향을 받아서 베이를 시작했다. 국적은 일본&미국 동시취득. 포르네우스라는 베이를 사용한다. 초제트의 주역이나 갓 51화에 등장하고, 초제트 2화부터 등장한다.

### 쿠자 아커만/쿤/Cuza Ackermann
독일의 톱 번트 소속 블레이더였으나 16화부터는 톱 번트를 떠나 수행 중이었는데, 20화부터 바루토와 함께라면 재미있을 것임을 알고 BC 솔로 이적했다. 코믹스판에는 팀을 이적하지 않았다. 부모님이 서커스를 하고 있어서 어린 시절부터 세계를 여행하며 자랐다. 운동 신경이 뛰어나고 곡예가 특기. 평소에는 매우 밝고 천진난만한 성격이지만, 배틀이 되면 다른 사람처럼 냉철한 성격이 된다. 1인칭은 오이라. 실력은 BIG 5인 카이자와 조슈아를 꺾은 시스코와 막상막하. 칼(カール)이라는 이름의 앵무새를 데리고 있다. 국적은 독일, 스페인 혼합. 크로노스라는 베이를 사용한다. 첫 등장은 갓 7화다.

### 죠슈아 분/조슈아/Joshua Burns
베이블레이드 버스트 갓에 나오는 인물. 세계적으로 유명한 할리우드 스타이자 세계랭킹 3위인 BIG 5 블레이더. 자신을 3인칭화 시킨다. 국적은 미국. 지니어스라는 베이를 사용한다. 첫 등장은 갓 21화

### 손 루웨이/썬/Ruwei Sun
세계랭킹 4위의 BIG 5 블레이더이자 샤쿠엔지 카이자와 더불어 무술인. 쿵푸와 봉술을 기반으로 한 격투술을 사용한다. 슛을 날릴 때, 배틀 시작 전 런처와 베이를 파악해둔 후 이미지 트레이닝을 하는 것처럼 상대방의 슛을 오는 방향을 예상하고 맞춤 공략을 한다. 후속작의 오 호이에게 이런 특징이 이어진다. 국적은 브라질. 첫 등장은 갓 25화.

### 클리오 드론/클리오/Clio Dron
월드리그 직전에 합류한, 피를 빨아먹는 뱀파이어 특성과 마술을 기반으로 한 파리 블레이더즈의 블레이더. 1인칭은 와레. 국적은 루마니아 트란실바니아 프랑스 동시취득. 첫 등장은 갓 28화.

### 가젬 마다르/카셈/Ghasem Madal
무에타이 선수이자 로열스 소속의 블레이더. 사용하는 베이는 오너인 아서 로렌스에게 받은 맥시멈 가루다. 무에타이 선수의 특징을 잡아서 그런지 맨발로 경기를 하거나, 발차기를 하며 슛을 쏜다. 국적은 태국, 영국 동시취득. 첫 등장은 갓 16화.

### 알렉산더 길텐(=아슈람)/Alexander Girten(=Ashuram)
악역으로, 뉴욕 불즈의 오너이자 스네이크 피트의 수장. 1인칭은 와타시. 그가 표면적으로 밝힌 목적은 최강의 베이를 제작하는 것과 최강의 블레이더를 육성하는 것이라고 한다. 국적은 미국. 첫 등장은 갓 4화.

### 보아 알카세르/보아/Boa Alcacer
갓 후반 기준 10위, 슈퍼킹 초반 기준 A랭크 4위였다가 렌 발할라에게 패배 후 A랭크 5위로 밀려나고, 가젬 마다르가 스미에 후부키에게 패배 후 A랭크 6위로 밀려났다. 스네이크 피트에서 혹독한 훈련을 하는 훈련생. 바루토가 괜찮냐고 물어보자 레드 아이에게 진 주제에 자기 몸에 손대지 말라 내치면서 훈련을 계속한다. 48화엔 바루토와 협력하는 관계로 성장한다. 국적은 멕시코. 첫 등장은 갓 17화.

## 3기 추가 등장인물

#### 아바가 /  아이가 /서아진
베이를 시작한지 얼마 안된 초심자지만 아킬레스를 수제작으로 만들거나, 한번 본 슛 자세를 순식간에 따라하는 등, 상당한 재능을 가지고 있다. 진검에서는 챔피언이라는 자리를 30화까지 유지하고 있었다. 국적은 일본. 아킬레스라는 베이를 사용한다. 초제트 1화, 진검 22화, 슈퍼킹 20화부터 등장한다.

#### 키야마 란지로/호익/Ranjiro Kiyama
머리가 매우 길고 위로 치솟아있어 인상적인 빗자루 머리의 소유자. 형처럼 사탕을 입에 물고 있는데, 란타로는 빨간색 사탕인 것에 반해 란지로는 초록색 사탕을 물고 있다. 란타로의 남동생이자, 란조의 사촌 형이다. 비겁한 짓은 용납하지 않으며, 패배에도 굴하지 않고 노력한다. 형 키야마 란타로와 아오이 바루토를 존경하고 있다. 처음에는 아이가와 그저 라이벌 관계였지만 현재는 제일 친한 친구다. 공명이 강해져서 흑화가 계속 진행되는 아이가를 걱정하면서 그를 도와주기 위해서 같이 다니면서 계속 노력하고 있다. 국적은 일본. 형처럼 라그나로크를 사용한다. 초제트 3화, 슈퍼킹 4화부터 등장한다.

### 고슈인 스오우/수오/Suoh Goshuin
오프닝에서 모습이 어둡게 비춰지면서 머리카락에 가려진 눈이 노란색으로 빛나는 장면이 있고, 8화에서 헬 샐러맨더의 모드를 바꾸자 이 모습이 제대로 드러났다. 이중인격 혹은 하라구로로 추정된다. 시라사기죠 루이를 동경하고 있다. 평소 1인칭은 지분이지만 인격이 바뀌면 오레를 사용한다. 국적은 일본. 살라맨더라는 베이를 사용한다. 초제트 2화부터 등장한다.

### 오 호이/오휘/Hae-jin Oh
얼굴이 무서워 보이고 무뚝뚝한 모습이지만 상냥한 성격이며, 은근히 마이페이스 기질이 있다. 체형은 초등학생처럼 보이지 않지만 샤쿠엔지 카이자의 경우처럼 다른 주역 등장인물들과 동갑(11세)으로 추정된다. 손 루웨이와 마찬가지로 상대의 움직임을 읽을 수가 있다. 아오이 바루토를 동경하고 있다. 국적은 한국. 헤라클레스라는 베이를 사용한다. 초제트 7화부터 등장한다.

### 파이/Phi
북아메리카 대륙 챔피언. TVA는 악역.그러나 한편으로는 베이블레이드 버스트 시리즈에서 최초로 찰지게 욕설을 날린 캐릭터이기도 하다. 폭전슛은 아동 애니메이션이라는 작품상 욕이 없었고 메탈 파이트 시리즈에서 류우가가 패드립을 시전한 게 끝. 쌍욕을 지르려면 류우가 수준의 카리스마는 나와야 한다는 것이다. 파이가 류우가의 계보를 잇는다. 피닉스라는 베이를 사용한다. 국적은 미국. 초제트 13화부터 등장한다.

### 라반 바노/라반/Laban Vanot
아프리카 출신이며, 아카바 아이가처럼 야생아의 이미지가 강하다. 또한 점술사이기도 하다. 레오파드라는 베이를 사용한다. 국적은 탄자니아. 첫 등장은 초제트 13화.

### 잔 보가드/잔/Xhan Bogard
해양상의 왕국의 왕자이며 용사. 코믹스판에는 남아메리카 대륙 챔피언. 국적은 영국(TVA)/브라질(코믹스), 혹은 두개 혼합. 카이자의 제자라고 하니까 브라질일수도 있으나 영국에서 태어나 브라질에서 수련하는 것일수도 있다. 선배님처럼 엑스칼리버라는 베이를 사용한다. 첫 등장은 초제트 17화.

### 카일 하킴/카일/Kyle Hakim
가면을 쓴 모습과 케르베우스를 쓴다는 것 때문에 정체가 공개되기 전까지는 비밀스러운 모습과 함께 중요한 역할을 보여줄 인물로 추정되었으나 기대와 달리 실제 맨 얼굴을 보면 괴상하고 엽기적이어서 상당히 깬다(...). 훈남이라는 구미타는 덤. 때문에 미소년일 것이라고 기대한 독자들의 기대가 한순간에 무너지게 되었다. 그도 그럴 것이, 처음에 공개됐을 때부터 정체불명인데다 원래의 케르베우스의 주인인 켄스케와 무슨 관계일지 예측할 수 없기 때문에 많은 궁금증을 자아냈기 때문. 결국 켄스케와 아무런 관계가 없다고 밝혀졌다. 국적은 일본. 첫 등장은 초제트 18화

### 하츠/Hyde
Z4의 마지막 1인이자 파이의 쌍둥이 남동생이다. 당연히도 쌍둥이 형과 동일하게 혈액형은 RH null형.

## 4기 추가 등장인물

#### 고류 드럼/홍 데미안/Dante Koryu
스페인 BC솔 소속 블레이더로 프리가 쓰는 숲속의 옛 경기장에서 바루토의 새로운 슬래시 발키리를 보며 놀라워한다. 이후 바루토와의 배틀에서 지지만 진화한 발키리에 크게 놀란 듯하다. 이후 아버지의 전근으로 일본으로 소속을 옮기게 된다. 일본계 프랑스인. 그러니 국적은 일본. 드래곤이라는 베이를 사용한다. 첫 등장은 진검 1화, 슈퍼킹 18화다.

### 아카네 델타/델타/Delta Akane
BC 솔 소속 블레이더였으며 무소속이었다가 빅토리즈에 입단했다. 독선적이고 프라이드 높은 모습을 보이는 전형적인 독설가+냉혈한 캐릭터. 그러나 부활한 후로 타인에게 조언을 해 주며 자신의 조언에 기운 차리는 모습을 보고 미소를 짓거나, 드럼이 달려들어도 그대로 받아주는 등 한층 부드러운 모습을 보인다. 국적은 일본&스페인 혼합. 디아볼로스라는 베이를 사용한다. 첫 등장은 진검 1화.

### 쿠사바 아마네/무초/Arman Kasaba
빅토리즈 소속 블레이더이다. 이바라키벤을 사용하며 1인칭은 오라. 전작에서 키야마 형제와 같은 스타팅 멤버 포지션을 맡았지만 그 둘에 비해 머리가 좋다. 작중 비중도 키야마 형제보다 훨씬 좋으며 마지막 활약으로는 중간 보스를 이겨먹는다. 주인공들을 다 털어먹고 등장한 아서가 빅뱅 아머와 다크 터보 두 개를 다 썼는데도 이를 극복할 정도면 급성장 보정이 의심될 정도의 발전이다. 게다가 아마네는 나머지 주연들과 달리 베이 파괴와 교체도 안 하고 여기까지 왔다. 국적은 일본. 아수라라는 베이를 사용한다. 첫 등장은 진검 2화.

### 킨도 후미야/후야/Fumiya Kindo
스파크 데빌즈의 리더이다. 1인칭은 보쿠. 파브닐의 두 번째 사용자이다. 새로운 파브닐이 공개되자 프리가 초제트 당시 루이처럼 벌써 등장하는 것인가 의혹이 많았지만, WBBA에서 후미야가 등장하여 논란이 종식되었다. 국적은 일본. 첫 등장은 진검 3화.

### 포트 호프/호프/Pheng Hope
천공의 성이라 불리는 도장의 1인자이며, 신의 아이라는 고상한 이명과 달리 짓궂은 꼬맹이 같은 성격을 지니고 있다. GT3의 일원이고 출전했던 대회는 모두 우승하였으며 단 한 번도 패배해본 적이 없다고 한다. 1인칭은 오레. 애니메이션에선 동남아의 불교문화권 국가에 거처하는 것으로 보이나 코믹스에선 오세아니아 챔피언으로 추정된다. 국적은 미크로네시아 제도. 페가수스라는 베이를 사용한다. 첫 등장은 진검 17화

### 아서 퍼시벌/아더/Arthur pereqrine
빌런이자 중간 보스. 1인칭은 와레. 주인공, 서브주인공의 베이를 파괴시킨 유일한 사람이다. 국적은 일본. 아포칼립스라는 베이를 사용한다. 첫 등장은 진검 28화.

### 루리카와 죠/죠/Joe Lazure
나긋나긋한 눈매와 특유의 기분 나쁜 미소, 본인만의 깊은 도박철학 등 상당히 조커라는 컨셉을 살린 캐릭터의 개성이 강하다. 1인칭은 보쿠와 me. 이름은 분명히 일본식이나, 외국인 억양과 발음을 사용한다. 국적은 일본. 조커라는 베이를 사용한다. 첫 등장은 진검 8화.

### 하이지마 로딘/로딘/Lodin Hijima
롱기누스의 두 번째 사용자이다. 또한 샤카와 오 호이를 이어, 버스트식 초등학생들의 실태를 알려주는 근육질 덩어리 캐릭터를 계승하였다. 국적은 일본. 첫 등장은 진검 8화.

### 블린트 데보이/블린트/Blind DeVOY
바하무트의 두 번째 주인이자 마지막으로 등장한 GT3의 일원. 아름다움을 추구하는 천재 아티스트 블레이더이며, 아카네 델타와 그의 베이를 자신의 뮤즈로 생각하고 있다. 1인칭은 보쿠. 예술에 중2병적인 광기를 보이는 것이 메탈 파이트 베이블레이드 폭의 잭와 유사하다. 국적은 독일. 바하무트라는 베이를 사용한다. 첫 등장은 진검 17화.

### 그윈 로니/로니/Gwyn Reynolds
나른한 인상, 32화의 앉아 있는 자세와 아무렇지 않게 직구를 날리는 것, 속을 알 수 없는 말을 하는 것, 추후 밝혀지는 숨겨진 모습 등을 보면 전작의 프리 데라호야와 상당한 동질감을 느낄 수 있다. 다만 사악한 본성을 가진 탓에 승리 욕구 외에 별 사상적 문제점이 드러나지 않는 프리와는 딴판이다. 제네시스라는 베이를 사용한다. 국적은 일본. 첫 등장은 진검 29화.

## 5기 추가 등장인물[8]

### 아사히 휴우가/차범/Hyuga Hizashi
아사히 히카루의 친동생. 공격이 특기이다. 이번 시즌 진주인공이라고 말할 수 있다. 하이페리온이라는 베이를 사용한다. 국적은 일본. 첫 등장은 슈퍼킹 1화.

### 아사히 히카루/차현/Hikaru Hizashi
쿨한 작전으로 싸우는 타입이다. 아이가와 벨과 마찬가지로 자칭을 하는 주인공인데, 자신을 히어로라고 자칭한다. 아이큐가 높아서 레전드도 깜짝 놀랄 정도로 반전적인 작전을 생각해내기도 하다. 1대1 대결에서 꽤 우세한 노력파고, 동생인 아사히 휴우가보다 성장 속도가 빠르다. 친동생인 휴우가와 같이 더블 주인공인데, 이 둘중 히카루가 주인공 포지션과 가장 거리가 있는 인물이다 보니까 승률이 영 좋지 못하다. 그런데 사실상 자신의 동생인 휴우가보다 실력이 더 높을 가능성이 있다. 휴우가는 정말 작전이란 1도 생각 안하며 단순무식하게 나서는 타입이기 때문에 승리할 확률이 적다. 그러나 히카루는 슈와 비슷하게 작전으로 싸우는 타입이기 때문에 사실상 실력만으로는 휴우가보단 히카루가 더 우세하다고 봐야할 것 같다. 헬리오스라는 베이를 사용한다. 국적은 일본. 첫 등장은 슈퍼킹 1화. 

### 렌 발할라/린 왈할라/Lean Walhalla
14화에서 유일한 신캐릭터로 처음 등장했으면서 수십 화를 계속 메인 보스로 개근하는 장기집권 캐릭터다. 최종 보스 후보였음에도 최종 보스 등극에 실패한 아카네 델타와 달리,이쪽은 계속해서 보스 포지션을 유지한다. 아사히 형제와 함께 슈퍼킹에서 크게 성장하는 몇 안 되는 인물로 꼽히지만, 렌은 성장 과정이 개연성이 매우 떨어진다는 평이 많다. 국적은 일본. 루시퍼라는 베이를 사용한다. 첫 등장은 슈퍼킹 8화.

## 6기 추가 등장인물

### 다이코쿠텐 벨/다이크 벨/Bell Daizora
주인공으로, 3년 전 작품의 하츠와 같이 마왕을 모티브로 한 캐릭터. 이번 작품의 핵심인 다이너마이트 시스템을 직접 만들었다. 벨리알이라는 베이를 사용한다. 국적은 일본. 첫 등장은 DB 1화.

### 키야마 란조/호란/Ransou Kiyama
아오이 바루토와 프리 데라호야의 대화에서 란타로와 란지로의 사촌 동생. 브라질에서 온 블레이더로, 일본어 구사가 조금 어색하여 말버릇으로 '올라', '아미고'라고 말하는 등 브라질 포르투갈어 어휘를 구사한다. 일본계 브라질인. 국적은 브라질. 첫 등장은 DB 3화.

### 라샤드 굿맨/라샤드/Rashad Goodman
오프닝 마지막 장면에 임팩트 있는 장면으로 나타나거나, 공식 포스터에 바루토와 등을 맞붙은 모습으로 비중있는 주역이 될 것을 암시했고, 버스트 시리즈의 초대 주인공인 바루토의 베이인 발키리를 사용한다는 파격적인 행적이 드러나기도 한다. 국적은 일본&스페인 동시취득. 라파엘이라는 베이를 사용한다. 첫 등장은 DB 9화.

### 스이류 바사라/바사라/Suiryu Basara
메탈파이트 베이블레이드의 토비나 하야마 키라처럼 사용 베이를 진화시키지 않고 교체하는 케이스이며, 시즌 도중에 사용하는 베이의 색을 바꾼 사례를 처음으로 보여준 등장인물이다. 국적은 일본. 보아, 블린트에 이어서 바하무트라는 베이를 사용한다. 첫 등장은 DB 1화.

### 이리야 마오/일리야/Iliya Mao
19화에 정체를 밝힌 베이블레이드 버스트 다이너마이트 배틀의 여성 블레이더. 1인칭은 아타시. 첫 배틀부터 1기 극초반부의 쿠로가미 다이나의 모습이나, 미나모 나오키처럼 심리전을 사용해 이득을 취하는 방식을 사용하고, 상대방이 노림수에 걸려들었을 때 사악한 표정을 짓는 등, 상당히 소악마적인 모습을 보이며, 캐릭터 소개 문구에서도 대놓고 빈정거리는 걸 좋아한다고 적혀있다. 그리고 어떤 승부에서건 최선을 다하지 않고 적당히 하는 상대를 싫어하거나, 강한 상대를 이기기 위해 수행을 떠나는 등 열혈스러운 모습도 지니고 있다. 이런 점 때문인지 매사에 진지한 바사라와 의견이 잘 맞는 모습을 보인다. 국적은 스페인. 이프리트라는 베이를 사용한다. 첫 등장은 DB 19화.

### 페노메노 페인/Penomeno Payne
공통점은 하츠와 더 많다. 마른 체형의 가린 눈과 장발을 가진 생김새에, 장갑을 포함한 복장을 착용. 2인칭도 키사마를 사용하며, 왼손잡이 블레이더이다. 이둘과는 달리 오드아이는 아니다. 40화에 첫등장했는데, 배경 음악이 음산하게 끼긱대는 바이올린에, 좀비 같은 걸음거리, 쉬어버린 목소리가 꽤나 소름끼치게 들리기도 하지만 광기를 드러낼때 말곤 평소엔 허스키하면서 은근 목소리가 좋다.또한 전용 음악도 공포물을 약간 연상시키지만 압도적인 분위기를 만들며 멋있는편. 파괴신으로 불리던 파이와 반대로 불사신이라는 수식어가 붙으며,벨 과 란조에게 불사조라고 불리고 있다. 피닉스라는 베이를 사용한다. 국적은 불명. 첫 등장은 DB 40화.

## 기타

### 특별한 작명 방식

#### 색깔
- 아오이 바루토(蒼) : 푸른색/창색
- 쿠레나이 슈(紅) : 붉은색/홍색
- 키야마 란타로, 키야마 란지로, 키야마 란조(黃) : 노란색/황색
- 미도리카와 켄스케(綠) : 초록색/녹색
- 쿠로가미 다이나, 쿠로가네 젠쿠로/잭 더 선샤인, 크리스티나 쿠로다, 다이코쿠텐 벨(黑) : 검은색/흑색
- 코무라사키 와키야(紫) : 자주색/자색
- 콘다 호우지(甘) : 감색
- 긴바 오로치(銀) : 은색
- 이부키 우쿄(雪) : 눈색/설색
- 난스이 유고, 스이류 바사라(翠) : 비취색/취색
- 샤쿠엔지 카이자(炎) : 불꽃색/염색
- 키미도리 쿠온(黃綠) : 연두색/황록색
- 아즈키 벤(小豆) : 팥색/소두색
- 차가케 고(茶) : 갈색/다색
- 시라사기죠 루이(白) : 흰색/백색
- 아이자와 진(藍) : 남색
- 야마부키 아키라(山吹) : 황금색/산취색
- 아카바 아이가, 아카네 델타(赤) : 붉은색/적색
- 스미에 후부키(墨) : 검은색/묵색
- 고슈인 스오우(朱) : 붉은색/주색
- 고류 드럼(虹[9]) : 무지개색/홍색
- 쿠사바 아마테(草) : 풀색/초색
- 킨도 후미야, 킨도 이치카(金) : 금색
- 루리카와 죠(瑠璃) : 야청색/유리색
- 하이지마 로딘(灰) : 회색
- 아사히 휴우가&히카루(朝&日) : 붉은&아침하늘빛색/일&조색

## 같이 보기
- 베이블레이드 버스트
- 베이블레이드 버스트의 베이 목록
- 베이블레이드 버스트의 에피소드 목록